# Похвала глупости
«Похвала́ глу́пости», также «Похва́льное сло́во Глу́пости» (лат. Moriae Encomium, sive Stultitiae Laus, греч. Μωρίας ἐγκώμιον) — небольшое сатирическое произведение Эразма Роттердамского, написанное в 1509 году. Сатира от лица Глупости (Мории) написана в форме иронического самовосхваления (энкомия) и сочетает две особенности, характерные для этого жанра в эпоху Возрождения: обращение к античным авторам и критику уклада общественной и частной жизни. Объектами критики Эразма Роттердамского становятся традиции, убеждения и суеверия европейского общества, а также церковный быт и обычаи. Несмотря на то, что сам Эразм не был сторонником Реформации, его сочинение сыграло важную роль в этом религиозном движении.

## История создания
Небольшое сочинение Эразма Роттердамского «Похвала Глупости» (лат. Moriæ-Encomium, sive Stultitiæ Laus), по словам автора, написанное от вынужденного безделья во время продолжительного при тогдашних способах передвижения переезда его из Италии в Англию в 1509 году, стало самым популярным его сочинением и визитной карточкой автора. Благодаря этой сатире научно-литературная деятельность Эразма получила широкое общественное признание и обусловила его выдающееся место не только в истории литературы, но и во всеобщей истории. Это своё сочинение Эразм написал в доме Томаса Мора, который ранее всячески побуждал его заняться литературным трудом. Фамилию своего друга Томаса Мора Эразм обыграл в названии сочинения. Допускается, что большое влияние на сатиру Эразма оказало сочинение итальянского гуманиста Фаустино Перисаули «Торжество глупости» (De Triumpho Stultitiae).
Отмечается определённое влияние древнегреческого писателя Лукиана на эту работу. «Похвала глупости» была написана в период, когда Эразм активно переводил сочинения Лукиана с древнегреческого на латинский язык. Во введении к «Похвале глупости» автор упомянул ряд парадоксальных энкомиев (похвальных речей) античности, включая «Похвалу мухе» и «Паразита» Лукиана. Введение к «Похвале глупости» имеет сходство с неформальным введением к «Правдивой истории» Лукиана. Имя Лукиана также обыгрывалось использованием аллитераций с глаголами ludere («играть, шутить, шалить, резвиться» и др.) и laudare («хвалить, восхвалять» и др.). Обнаруживаются и другие отсылки к сочинениям Лукиана, которые переводил Эразм («Сновидение, или Петух», «Менипп», «Тимон»). Влияние античной культуры проявилось в самоуничижительной характеристике работы как досужей игры разума, что было обычно для античных энкомиев, а упоминание о сочинительстве верхом на лошади считается отсылкой к Гаю Юлию Цезарю, о творческой активности которого в похожей ситуации писал Плутарх.

## Популярность
Сам Эразм смотрел на это своё произведение как на литературную безделицу, но именно этому тексту он обязан своей литературной известностью и своим местом в истории, во всяком случае не в меньшей степени, чем своим многотомным учёным трудам. Большая часть последних, сослужив в своё время службу, давным-давно опочила в книгохранилищах, под толстым слоем вековой пыли. В то время, как «Похвала Глупости» продолжает до сих пор читаться, сравнительно немногими в латинском подлиннике, но, можно сказать, всеми в переводах, имеющихся в настоящую пору на всех европейских языках (в том числе и на русском). Со времени появления печатного станка, это был первый случай поистине колоссального успеха печатного произведения. Изданная в первый раз в 1511 году, сатира Эразма Роттердамского выдержала в несколько месяцев до семи изданий; всего при жизни автора она была переиздана в разных местах не менее 40 раз. Изданный в 1898 году дирекцией университетской библиотеки в Генте (Бельгия) предварительный и, следовательно, подлежащий дополнению список изданий сочинений его насчитывает для «Похвалы Глупости» более двухсот изданий (включая переводы).

## Издания текста
- Себастиан Брант. Корабль дураков; Эразм Роттердамский. Похвала глупости. Навозник гонится за орлом. Разговоры запросто; Письма тёмных людей; Ульрих фон Гуттен. Диалоги / Пер. с нем. и латинского. — М.: Художественная литература, 1971. — 768 с. — (Библиотека всемирной литературы). — 300 000 экз.